# アントニオ・ゴミス
アントニオ・ゴミス・アレマニ（Antonio Gomis Alemañ、2003年5月20日 - ）は、スペイン・アンダルシア州エルチェ出身のサッカー選手。アトレティコ・マドリードB所属。ポジションはGK。

## 経歴
エルチェCFやレアル・マドリード、UDアルメリアのカンテラを転々とし、2019-20シーズン開幕前にアトレティコ・マドリードのフベニールBへ入団した。2021-22シーズンの9月5日、テルセーラ・ディビシオンRFEFのADパルラ戦でBチームデビューを飾った。
2022-23シーズンからトップチームの第3GKとしてチームに帯同し始めると、同シーズンのリーグ最終節ビジャレアルCF戦にて、第2GKであったイヴォ・グルビッチが負傷したため、急遽試合の残り10分間をプレーすることになり、トップチームデビューを果たした。